# Museo de las civilizaciones de Europa y del Mediterráneo
El Museo de las civilizaciones de Europa y del Mediterráneo (en francés: musée des civilisations de l'Europe et de la Méditerranée), conocido como Mucem,  es un museo nacional francés localizado en Marsella. Fue inaugurado el 7 de junio de 2013, durante el año de la Capital Europea de la Cultura (Marseille-Provence 2013).
Se define como un «museo de sociedad», consagrado a la conservación, estudio, presentación y mediación de un patrimonio antropológico relativo a la zona europea y mediterránea, a partir de colecciones de origen internacional y de investigaciones orientadas hacia un enfoque transdisciplinario, concernientes a las sociedades en su conjunto y en el transcurso del tiempo.
Más allá de las colecciones, el Mucem pretende funcionar como un foro, un lugar para el debate, donde se organizan presentaciones de referencia y exposiciones temporales en torno a grandes temas de sociedad.
El Mucem está presidido por Jean-François Chougnet, siendo Zéev Gourarier director científico y de las colecciones.

## Edificaciones

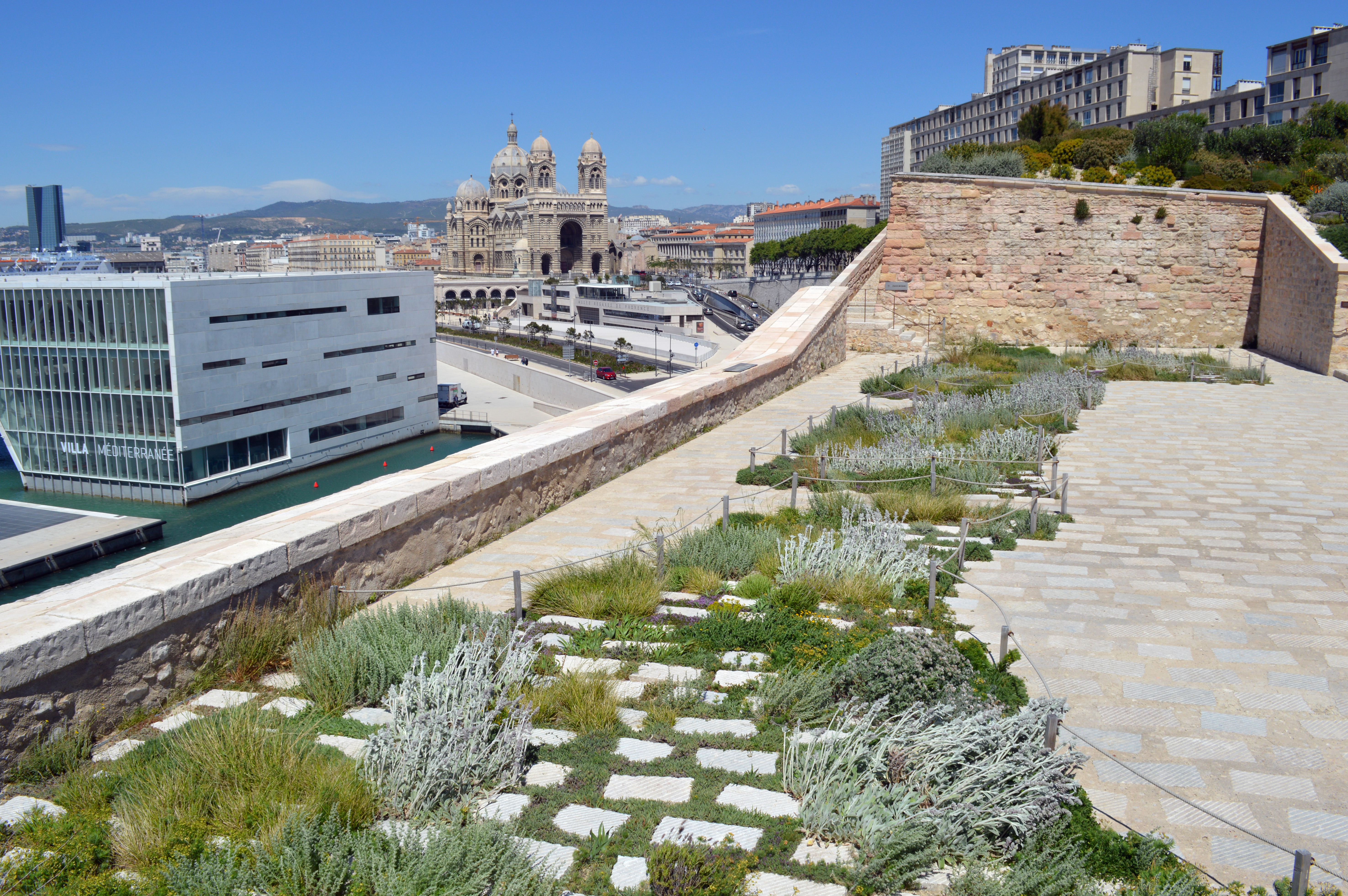
Sede del Museo de las civilizaciones de Europa y del Mediterráneo

El museo está construido en el sitio de Fuerte San Juan y de la explanada del J4. Con vistas a la darsena entre estos dos sitios, una pasarela de  130 m de largo une la fortaleza con el museo. Otra pasarela conecta el Fuerte Saint-Jean con la Explanada de la Tourette. El edificio está unido a la  villa Méditerranée.
El museo propiamente dicho, «un edificio de piedra, de agua y de viento», ha sido diseñado por el arquitecto Rudy Ricciotti (asociado con Roland Carta), en un nuevo edificio —un cubo de 15 000 m2. Presenta las colecciones en dos niveles y acogen también un auditorio de cuatrocientos asientos, una librería y un restaurante con terraza panorámica gestionado por el chef du Petit Nice, Gérald Passédat. En el Fuerte Saint-Jean reacondicionado, la torre del rey René se ha dedicado a la historia del lugar, el edificio del DRASSM alberga el Institut Méditerranéen des Métiers du Patrimoine (I2MP, Instituto Mediterráneo de Habilidades del Patrimonio), los cuarteles albergan los talleres y exposiciones permanentes y el edificio Georges-Henri Rivière está reservado para las exposiciones temporales.
Las reservas del museo, así como los espacios dedicados a la investigación, se encuentran en un sitio diferente, el Centro de conservación y de recursos (Centre de conservation et de ressources, CCI), acondicionado por Corinne Vezzoni en la Belle de Mai.

## Historia
Le Mucem heredó las colecciones del musée national des arts et traditions populaires (MNATP) [Museo Nacional de artes y tradiciones populares] de París, cerrado en 2005 por el Ministerio de Cultura y Comunicación. Abierto en 1937, el propio MNATP había reemplazado a la sala «France» del musée d'ethnographie du Trocadéro [Museo etnográfico del Trocadero] abierto en 1884.
Desde el fin de semana de apertura (4 de junio de 2013), recibió 63 910 visitantes, lo que se considera por la dirección como una «afluencia excepcional» ya que se había estimado anteriormente que recibiría 300 000 visitantes al año.
El museo fue construido sobre un barrio anteriormente conocido como « Les pierres plates » [Las piedras planas], donde los marselleses tenían el hábito de reunirse para hacer pícnic y nadar.

## Financiación
La creación del Mucem habría costado 167 millones de euros, financiados en un 65% por el Estado y el 35% restante por las colectividades locales, el departamento y la región. En su informe publicado en febrero de 2015, el  Cour des comptes denuncia un equilibrio económico "debilitado" y los grandes excesos sobre el presupuesto de construcción (88 millones de euros se planificaron originalmente). También hace hincapié en que una «gran parte de los costos de mantenimiento y de conservación (...) permanece incierto».

## Colecciones
Las colecciones se constituyeron principalmente no solamente a partir de las colecciones de la antigua MNATP sino también a partir de las del Departamento Europa del Museo del Hombre y de obras procedentes de otros museos nacionales. Además de estos depósitos, una política de adquisición —en forma de compras, de donaciones o de encuestas-recolecciones  de campo— se lleva a cabo con el acuerdo y la asistencia de los museos y los centros de investigación asociados en los países concernidos. El fondo de las colecciones del Mucem, comenzado en junio de 2004, tiene a cargo todas las colecciones de los museos de las ATP, cerca de 250 000 objetos presentes en el sitio parisino y en las reservas externas, y trato posteriormente las colecciones en dos dimensiones (grabados, archivos sonoros...). Las colecciones resultantes del Museo del Hombre comprenden cerca de 30 000 objetos, un total de aproximadamente un millón de objetos de tamaño, forma y materiales muy variados que son tratados en el fondo.
El MNATP tenía por objetivo descubrir el patrimonio rural de Francia, y por ello los objetos que ahora se encuentran en el Mucem no todos se refieren a Europa o al Mediterráneo, y por ello la cuestión de su adecuación a los fondos del museo y su objetivo.

### Exposiciones
«La galerie de la Méditerranée» [La galería del Mediterráneo] es la exposición permanente cuya escenografía ha sido concebida por Adeline Rispal. 
Las exposiciones temporales se presentan en el J4 y en antiguos cuarteles, ahora edificio Georges Henri Rivière, en el Fuerte San Juan cuya antigua sala de guardia está dedicada a la historia de la fortaleza. En los espacios interiores, un recorrido expositivo retrata los «jeux de la fête» [juegos de la fiesta].
El auditorium Germaine Tillion organiza conferencias, debates y espectáculos y se llevan a cabo en la plaza en frente del museo proyecciones de películas y conciertos.

## Galería de imágenes

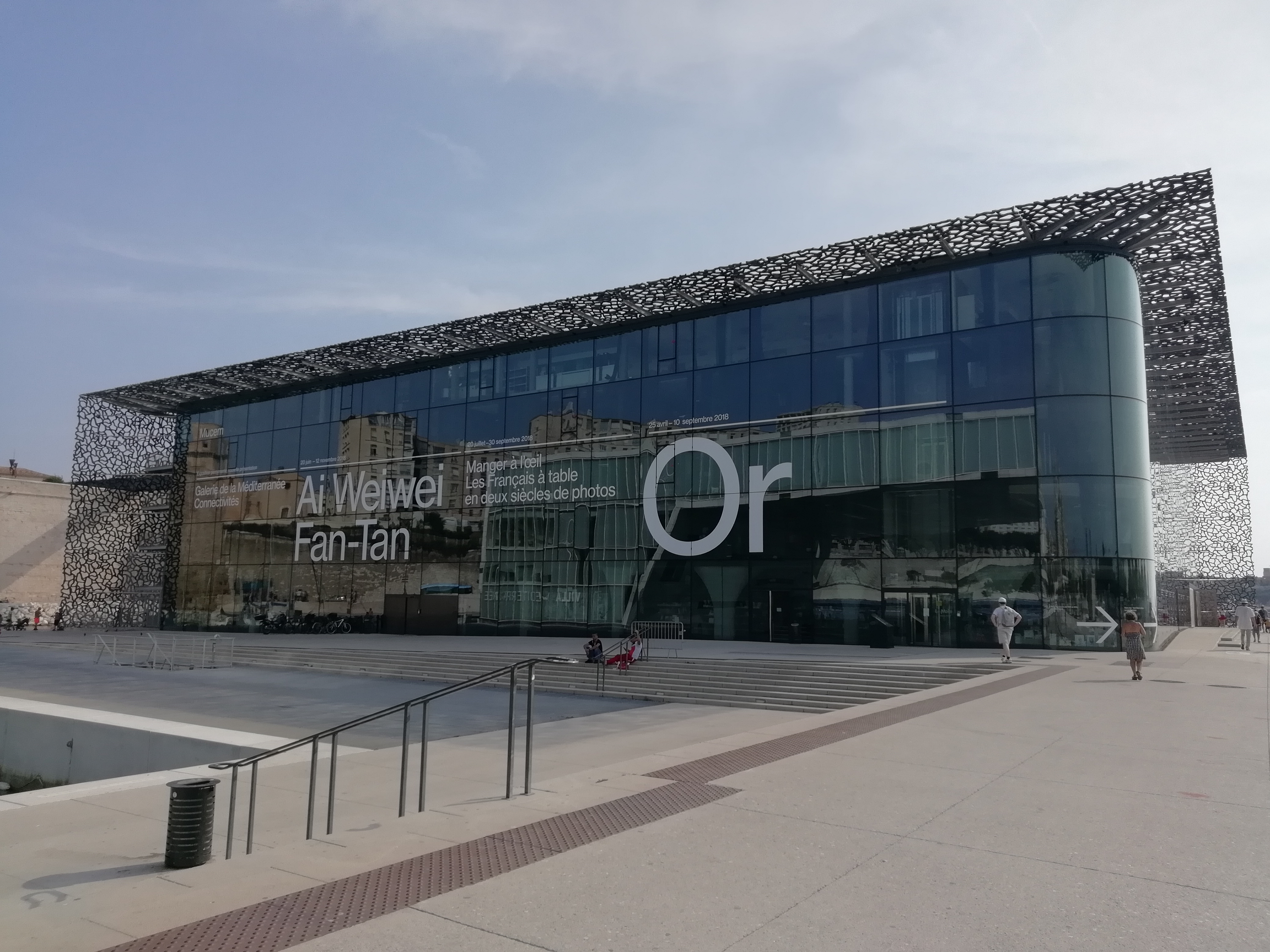
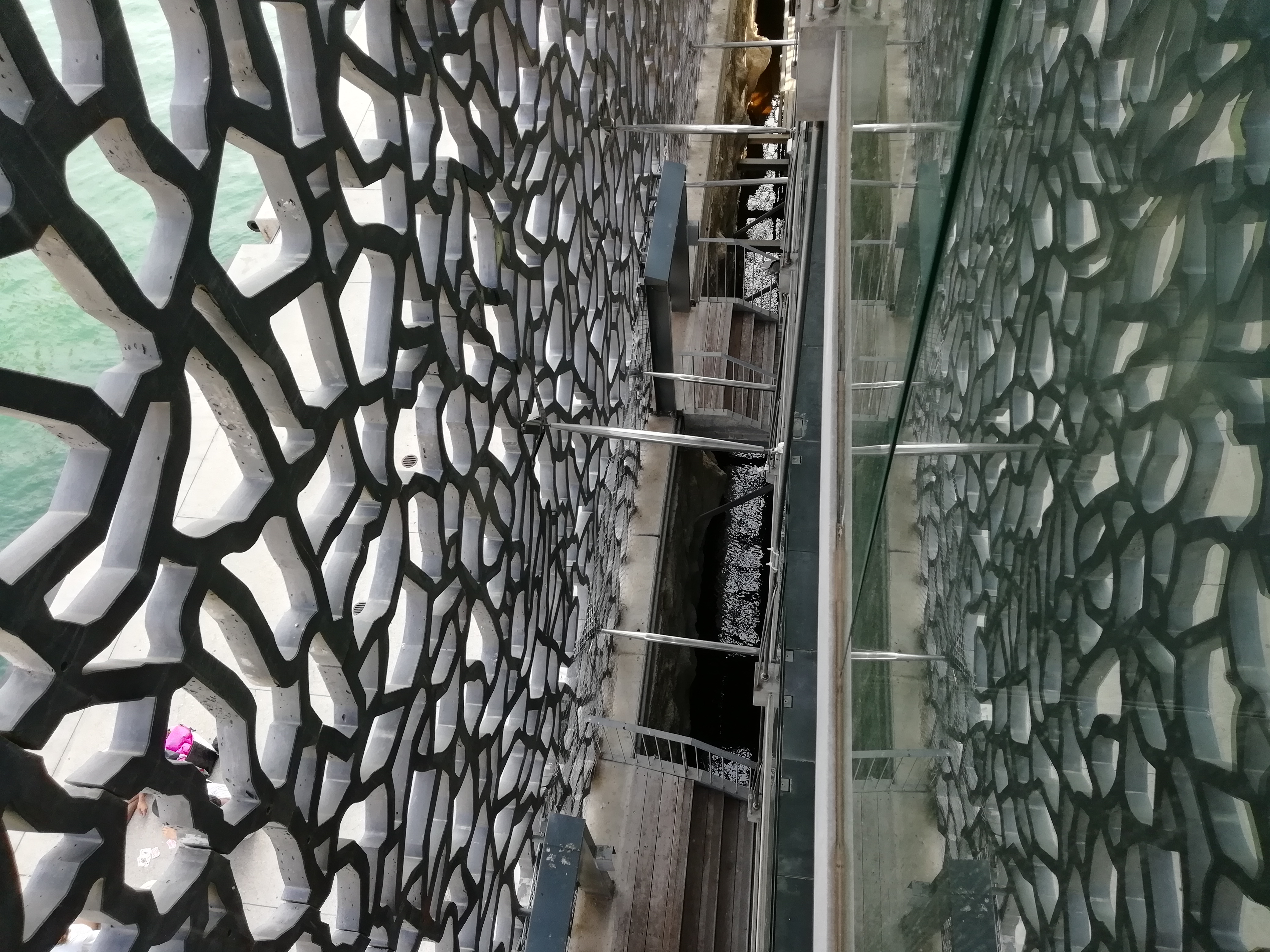
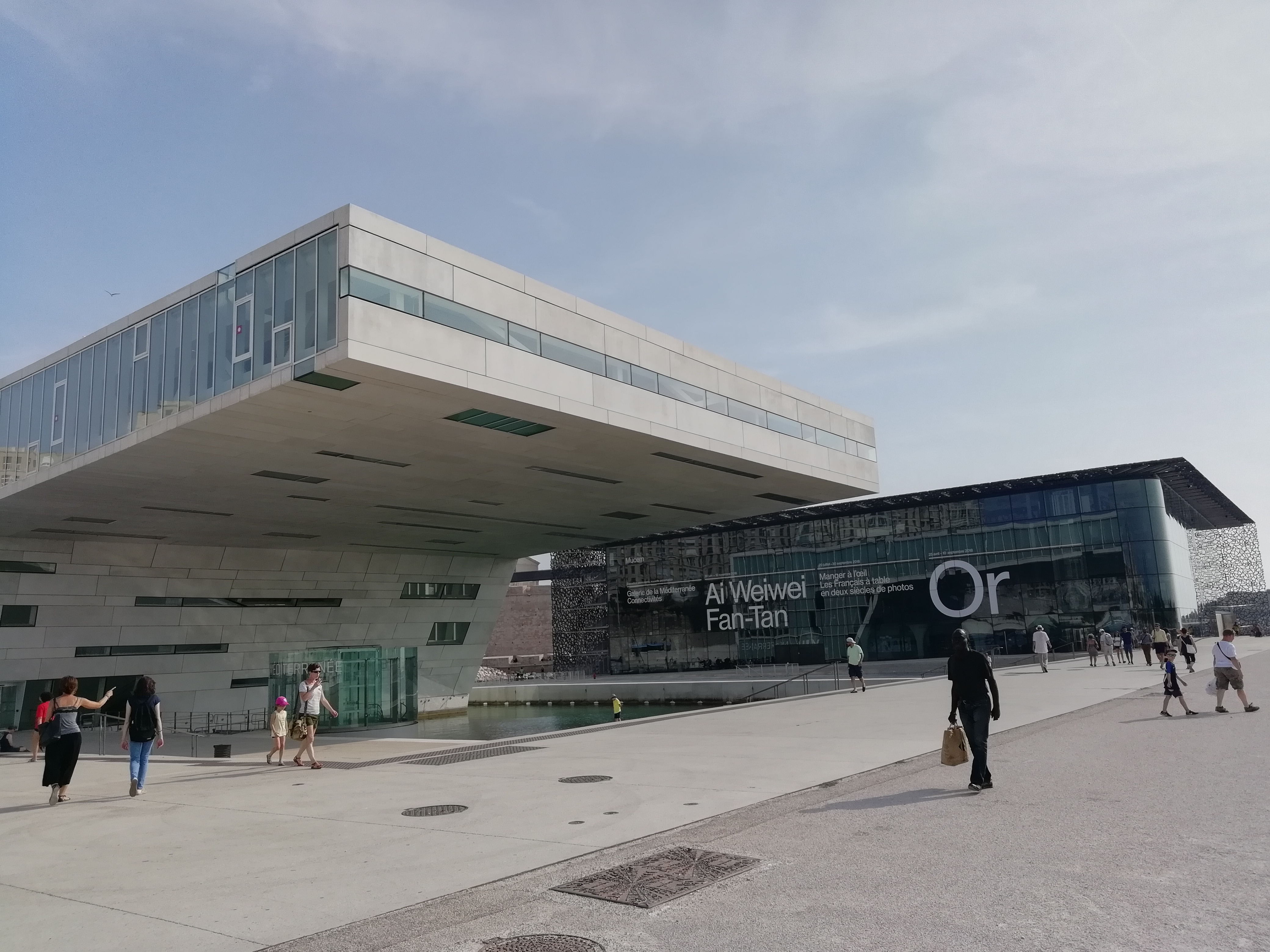